# 雨堤みなみ
雨堤 みなみ（あまづつみ みなみ、1988年9月8日 - ）は、日本の元女子バレーボール選手、指導者。

## 来歴
兵庫県三原郡西淡町津井（現：南あわじ市津井）出身。身長が高かったので小学4年よりバレーボールを始める。
須磨ノ浦女子高等学校では2年連続春の高校バレーに出場、2006年、第13回バレーボールアジアジュニア（U-20）女子選手権大会に出場し準優勝。2007年久光製薬スプリングスに入団し、世界ジュニア選手権では3位を獲得した。
2011年6月、久光を退団し、同年8月、Vチャレンジリーグの仙台ベルフィーユに入部。
2017年6月の仙台ベルフィーユのチーム消滅に伴い、現役引退。
2018年8月に結成された新チーム・リガーレ仙台のヘッドコーチに就任した。2019年にミドルブロッカーとして現役復帰。2020年に退団。

## 所属チーム
- 西淡町立津井小（津井JVC）
- 明石市立大久保中
- 須磨ノ浦女子高校（2004-2007年）
- 久光製薬スプリングス（2007-2011年）
- 仙台ベルフィーユ（2011-2017年）
- リガーレ仙台（2019-2020年）